# Vantanea
Vantanea là một chi thực vật thuộc họ Humiriaceae. Chi này có các loài sau (tuy nhiên danh sách này có thể chưa đủ):
- Vantanea depleta, McPherson
- Vantanea magdalenensis, Cuatrec.
- Vantanea peruviana, J. F. Macbr.
- Vantanea spichigeri, A. H. Gentry